# Catalogue of Life
 (avril 2024).
Si vous disposez d'ouvrages ou d'articles de référence ou si vous connaissez des sites web de qualité traitant du thème abordé ici, merci de compléter l'article en donnant les références utiles à sa vérifiabilité et en les liant à la section « Notes et références ».
Le Catalogue of Life (COL, littéralement en français : « catalogue de la vie ») est une base de données de taxinomie visant à recouvrir toutes les espèces vivantes connues, accessible sur Internet. L’intérêt de ce site est de collecter les informations sur une centaine de bases de données spécialisées (par exemple FishBase et ITIS). Ceci permet à Catalogue of Life de présenter en septembre 2020 près de 1 900 000 taxons.
Le COL réunit les données nomenclatrices de ZooBank pour les noms d'animaux, de l’International Plant Names Index pour les noms de plantes et de l’Index Fungorum pour les noms de champignons.